# Certeza
Um argumento é uma certeza se, e somente se, a hipótese das premissas do argumento se tornou uma verdade, depois da conclusão provada. Veja este exemplo:
Sem olhar, Laurêncio tirou 100 bolinhas de um saco de 100. Das bolinhas que Laurêncio tirou, 100 eram vermelhas.
Laurêncio colocou todas as bolinhas de volta no saco.
Portanto, a próxima bola que Laurêncio puxar para fora da bolsa será vermelha.
A premissa da hipótese tornou-se, realmente, uma conclusão provada. Portanto, esse argumento é uma certeza.

## Certeza na psicologia
Certeza é uma condição psicológica, ou estado mental, de que as coisas são tais quais o indivíduo as concebe, ou ainda de estar na posse da verdade. Em outras palavras, caracteriza-se pela absoluta adesão a uma ideia, opinião ou fato, desconsiderando qualquer possibilidade de erro ou equívoco, sendo logo, um antagonismo à dúvida.

## Certeza na ciência
Certeza na metodologia científica é um conceito que designa comprovação ou confirmação, com uso do raciocínio lógico (método matemático) e do sistema de verificação empírica com evidências físicas.
Pode-se "ter certeza" de uma ideia quando baseada em experiências e métodos reconhecidos pela comunidade científica, sendo estes nomeados como o Método científico. Nesse sentido, é geralmente associada ao contexto científico de forma democrática, ou seja, dependente do trabalho intelectual e consenso de uma maioria de cientistas que avaliará e determinará a legitimidade e imparcialidade dos estudos, autorgando o status de comprovação científica e tendo sempre por base sistemas minuciosos de mensuração. Para a ciência a certeza é resultante apenas de conclusões obtidas a partir do estudo sistemático e controlado dos fenômenos investigados.
Entretanto, no meio científico, a certeza absoluta não existe, pois se reconhece diferentes níveis de incerteza em todas as observações e medições até então estabelecidas, dada a complexidade dos fenômenos a que se propõe o estudo, sendo estes constituidos, na maioria das vezes, por conjuntos co-dependentes de variáveis interventivas e intervenientes. Logo, com o reconhecimento que não existem de certezas incontestáveis, visto que elas podem ser corrigidas, aprimoradas ou abandonadas ao longo do tempo. Tal processo se dá em função da descoberta de novas evidências, carcterizando um sistema de replicabilidade e refutabilidade.
Na filosofia de René Descartes a certeza é o critério da verdade.

## Certeza absoluta
Um argumento é uma certeza absoluta se, e somente se, a hipótese de todas as infinitas premissas do argumento, mesmo aquelas ocultas, se tornasse uma verdade, depois da conclusão provada. Veja este exemplo:
Sem olhar, Laurêncio tirou 100 bolinhas de um saco de 100. Das bolinhas que Laurêncio tirou 100 eram vermelhas.
Laurêncio colocou todas as bolinhas de volta no saco.
Portanto, a próxima bola que Laurêncio puxar para fora da bolsa será vermelha.
A premissa da hipótese tornou-se, realmente, uma conclusão provada. Portanto, esse argumento é uma certeza. Mas não é uma certeza absoluta, pois Laurêncio não observou todas as características das bolinhas para constatar que todas as premissas desconhecidas foram satisfeitas.
As características ocultas são:
- 25 bolinhas estão pintadas com uma tinta com características similares a da pedra Alexandrita que muda de cor conforme o tipo de iluminação. Quando estão sob a luz do Sol a cor delas é vermelha, mas quando é noite sob a luz de lâmpada incandescente elas são de cor verde .
- Outras 25 bolinhas estão pintadas com uma tinta sensivel a temperatura . Quando a temperatura ambiente esta acima de 17° Celsius,  elas são de cor vermelha. Quando a temperatura ambiente esta abaixo de 17° Celsius, elas são de cor azul.
- Outras 25 bolinhas estão pintadas com uma tinta sensivel  a umidade relativa do ar. Quando a umidade esta acima de 30%, elas são vermelhas. Mas quando a umidade esta abaixo de 30% elas são de cor amarela.
- As ultimas 25 bolinhas são pintadas com uma tinta sensivel ao Tempo. Hoje elas são vermelhas, mas a passagem do tempo ira fazer elas mudarem para a cor branca em tres meses.
Quando Laurêncio tirou as 100 bolinhas do saco pela primeira vez ,foi há seis meses , numa temperatura de 25° Celsius, numa umidade relativa do ar de 40%, durante o dia, sob o Sol. Então, Laurêncio colocou todas as bolinhas de volta no saco, e teve a certeza de que a próxima bolinha que tiraria do saco seria vermelha.
Mas ele aguardou até hoje para tirar a próxima bolinha. No entanto, hoje, a temperatura é de 10° Celsius, a umidade relativa do ar de 25%, agora é noite e está sob a luz de uma lâmpada incandescente.
Quando Laurêncio tirar a próxima bolinha de saco, terá uma surpresa, pois sua certeza foi destruída por premissas ocultas que ele desconhecia, e ele não vai tirar uma bolinha vermelha do saco.
Pode-se concluir com o exemplo que qualquer argumento pode ter um numero indeterminado ou até infinito de premissas ocultas, podendo mudar um argumento que era uma certeza, para uma convicção ou até para algo equivocado .
O exemplo acima mostra a razão pela qual, na ciência, não existe certeza absoluta, pois sempre existe algum grau de incerteza em todas as observações e medições.
Não existem certezas incontestáveis, elas podem ser corrigidas, aprimoradas e abandonadas ao longo dos tempos. Isso é conseguido através de mais evidências, que tornam a certeza uma verdade.

## Frases
Duas coisas são infinitas: o Universo e a estupidez humana, mas em relação ao Universo, ainda não adquiri a certeza absoluta.
Albert Einstein
Aquilo que os Homens de fato querem não é o conhecimento, mas a certeza.
Bertrand Russell
Quem teme ser vencido tem a certeza da derrota.
Napoleão Bonaparte
O vazio é o espaço da liberdade, e a ausência de certezas, mas é isso o que tememos: o não ter certezas, por isso trocamos o vôo por gaiolas. As gaiolas são o lugar onde as certezas moram.
Os Irmãos Karamazov-Fiódor Dostoiévski